# Peter MacGregor-Scott
Peter MacGregor-Scott, né le 28 décembre 1947 et mort le 25 octobre 2017 à New York , est un producteur britannique. Il est surtout connu pour avoir  produit deux épisodes de Batman de Joel Schumacher. Il a également travaillé avec Tim Burton pour Batman Forever et le réalisateur Andrew Davis.

## Filmographie
- 1985 : Touché !
- Whoopee Boys de  John Byrum
- Little Vegas de Perry Lang
- Troop Beverly Hills de Jeff Kanew
- Piège en haute mer d'Andrew Davis
- Le Fugitif d'Andrew Davis
- Prince Noir de Caroline Thompson
- Batman Forever de Joel Schumacher
- Batman & Robin de Joel Schumacher
- Meurtre parfait d'Andrew Davis
- Crève, Smoochy, crève ! de Danny DeVito
- Coast Guards d'Andrew Davis